# Andrij Danajew
Andrij Wałerijowycz Danajew, ukr. Андрій Валерійович Данаєв (ur. 1 września 1979 w Duszanbe, Tadżycka SRR) – ukraiński piłkarz, grający na pozycji obrońcy, a wcześniej pomocnika.

## Kariera piłkarska

### Kariera klubowa
Swoją piłkarską karierę Danajew rozpoczynał w klubie Zoria Ługańsk, gdzie występował w drużynie juniorskiej. Później występował w klubach: Wiedrycz-97 Rzeczyca z Białorusi i ukraińskim SK Mikołajów. Następnie wyjechał do Polski, w 1999 roku został zawodnikiem I-ligowego GKS-u Bełchatów, w polskiej Ekstraklasie rozegrał tylko jeden mecz, siedem minut w zremisowanym 1:1 spotkaniu z Odrą Wodzisław 29 maja 1999 i kolejny sezon spędził w klubach z drugiej ligi na Pomorzu Zachodnim, Pomerania Police oraz Odra Szczecin. Później grał w trzeciej lidze w barwach Kaszubii Kościerzyna jesienią 2000, zaś wiosną 2001 został zawodnikiem Lechii/Polonii Gdańsk. W 2001 roku powrócił do ojczyzny, gdzie grał w amatorskim zespole Ahata Ługańsk, z Ługańska trafił w 2004 roku do perspektywicznej Stali Ałczewsk, z którą szybko awansował w Wyższej Ligi w 2005 roku. W rundzie jesiennej sezonu 2005/2006 zawodnik został wypożyczony do klubu Bananc Erywań. Latem 2006 przeszedł do Zakarpattia Użhorod, po zakończeniu sezonu wyjechał do Azerbejdżanu, gdzie został piłkarzem MKT-Araz İmişli, a potem Simurq Zaqatala. Latem 2008 ponownie powrócił do Ukrainy, gdzie bronił barw klubów Komunalnyk Ługańsk i FK Połtawa. Od 2010 w Szachtarze Swierdłowsk. W 2011 zasilił skład amatorskiego zespołu FK Popasna.